# Rolling (Luxembourg)
Pour les articles homonymes, voir Rolling.
Rolling (luxembourgeois: Rolleng) est une section de la commune luxembourgeoise de Bous-Waldbredimus située dans le canton de Remich.